# Championnats du monde d'escrime 1947
Navigation
Édition précédente Édition suivante
Les troisièmes championnats du monde d'escrime se déroulent au Portugal.

## Résultats
| Épreuves                               | Or | Argent | Bronze |
| -------------------------------------- | --- | --- | --- |
| Épée                                   | | | |
| Hommes individuel résultats détaillés  | Édouard Artigas                                                                                           | Bengt Ljungquist                                                                                                  | Raoul Henkaert |
| Hommes par équipes résultats détaillés | France- Édouard Artigas - Jéhan de Buhan - Marcel Desprets - Henri Guérin - Henri Lepage - Michel Pécheux | Suède- Per Carleson - Sven Fahlman - Carl Forssell - Bengt Ljungquist - Sven Thofelt                              | Italie- Stefano Allocchio - Luigi Cantone - Ercole Domeniconi - Dario Mangiarotti - Edoardo Mangiarotti - Saverio Ragno |
| Fleuret                                | | | |
| Hommes individuel résultats détaillés  | Christian d'Oriola                                                                                        | Manlio Di Rosa | Edoardo Mangiarotti |
| Hommes par équipes résultats détaillés | France- André Bonin - René Bougnol - Jéhan de Buhan - Christian d'Oriola - Adrien Rommel                  | Italie- Giancarlo Bergamini - Manlio Di Rosa - Giuliano Nostini - Renzo Nostini - Giorgio Pellini - Saverio Ragno | Belgique- Robert Michiels - Paul Valcke - André Van De Werve - Édouard Yves                                             |
| Femmes individuel résultats détaillés  | Ellen Preis                                                                                               | Silvia Strukel | Lylian Malherbaud |
| Femmes par équipes résultats détaillés | Danemark- Karen Lachmann - Kate Mahaut - Grete Olsen - Ulla Barding                                       | France- Jacqueline Baudot - Renée Garilhe - Françoise Gouny - Alice Karren - Lylian Malherbaud                    | Italie- Cleo Balbo - Velleda Cesari - Elena Libera - Alberta Lorenzoni - Silvia Strukel                                 |
| Sabre                                  | | | |
| Hommes individuel résultats détaillés  | Aldo Montano                                                                                              | Georges de Bourguignon                                                                                            | Gastone Darè |
| Hommes par équipes résultats détaillés | Italie- Gastone Darè - Umberto De Martino - Carlo Filogamo - Aldo Montano - Vincenzo Pinton - Mauro Racca | Belgique- Robert Bayot - Georges de Bourguignon - Ferdinand Jassogne - Édouard Yves                               | Égypte- Salah Dessouki - Mohamed Abdel Rahman - Mahmoud Younes - Mohamed Zulficar                                       |

## Tableau des médailles
| Rang | Nation   | Or | Argent | Bronze | Total |
| ---- | -------- | -- | ------ | ------ | ----- |
| 1    | France   | 4  | 1      | 1      | 6     |
| 2    | Italie   | 2  | 3      | 4      | 9     |
| 3    | Autriche | 1  | 0      | 0      | 1     |
| .    | Danemark | 1  | 0      | 0      | 1     |
| 5    | Belgique | 0  | 2      | 2      | 4     |
| 6    | Suède    | 0  | 2      | 0      | 2     |
| 7    | Égypte   | 0  | 0      | 1      | 1     |